# Euphorbieae
Euphorbieae — триба квіткових рослин родини молочайних. Складається з 3 підтриб і 6 родів.

## Роди
- субтриба Anthosteminae
  - Anthostema A.Juss.
  - Dichostemma Pierre
- субтриба Euphorbiinae
  - Cubanthus Millsp.
  - Euphorbia L.
- субтриба Neoguillauminiinae
  - Calycopeplus Planch.
  - Neoguillauminia Croizat